# Ледовый дворец Каннын
Ледовый дворец Каннын (кор. 강릉 아이스 아레나) — ледовая арена, которая была построена в 2016 году в Канныне к зимней Олимпиаде 2018 года. Здесь проходили соревнования по двум видам спорта: фигурному катанию и шорт-треку. Первоначально стадион назывался «Ледовый зал Кёнпхо» и был назван в честь близлежащего озера. Открытие прошло 14 декабря 2016 года, а первые соревнования — в январе 2017 года.

## Описание
Ледовый зал Кёнпхо рассчитан на 12 тысяч зрителей. По архитектуре Дворец напоминает ледовую глыбу. Цвет покрытий купола — жемчужно-белый и прозрачно-серый. Ориентировочная стоимость строительства ледового дворца — 85 млн долларов США. Стадион находится в Олимпийском парке Каннына неподалёку от шести других сооружений для Игр в Корее. Этот стадион стал первым сданным сооружением среди построенных к Олимпиаде.

## Соревнования

#### Тестовые
Первыми тестовыми соревнованиями по фигурному катанию стал чемпионат Южной Кореи в январе 2017 года. Первое международное соревнование прошло спустя месяц после национального первенства — с 14 февраля. Это был чемпионат четырёх континентов по фигурному катанию, на который приехали многие известные спортсмены, в том числе олимпийский чемпион Сочи Юдзуру Ханю и трёхкратный чемпион мира Патрик Чан.
Затем арена «переключилась» на тестовые соревнования по шорт-треку, которые прошли в апреле 2017 года.

#### Во время Олимпийских игр
Соревнования по фигурному катанию начались с командного турнира, который стартовал за несколько часов до церемонии открытия. Золотые медали выиграла сборная Канады, «серебро» ушло Олимпийским атлетам из России, бронзовыми призёрами стали американские фигуристы. Затем медали были разыграны и в индивидуальных первенствах.
Между выступлениями фигуристов проводились соревнования по шорт-треку. Причём 17 и 20 февраля были проведены соревнования сразу по двум видам: утром медали разыграли фигуристы (мужчины и танцоры соответственно), а в вечернюю сессию был «поставлен» шорт-трек.

## Постолимпийское использование
После окончания Игр арена будет национальным тренировочным центром НОК РК.